# العلاقات الأرجنتينية الهندوراسية
العلاقات الأرجنتينية الهندوراسية هي العلاقات الثنائية التي تجمع بين الأرجنتين وهندوراس.

## مقارنة بين البلدين
هذه مقارنة عامة ومرجعية للدولتين:
| وجه المقارنة                                              | الأرجنتين                                               | هندوراس          |
| --------------------------------------------------------- | ------------------------------------------------------- | ---------------- |
| المساحة (كم2)                                             | 2.78 مليون                                              | 112.49 ألف       |
| عدد السكان (نسمة)                                         | 44.27 مليون                                             | 9.27 مليون       |
| الكثافة السكانية (ن./كم²)                                 | 15.92                                                   | 82.41            |
| العاصمة                                                   | بوينس آيرس                                              | تيغوسيغالبا      |
| اللغة الرسمية                                             | اللغة الإسبانية                                         | اللغة الإسبانية  |
| العملة                                                    | البيزو الأرجنتيني 1983 ‏، بيزو أرجنتيني، أسترال أرجنتيني | لمبيرة هندوراسية |
| الناتج المحلي الإجمالي (بليون دولار)                      | 637.59 مليار                                            | 22.98 مليار      |
| الناتج المحلي الإجمالي (تعادل القوة الشرائية) بليون دولار | 883.02 مليار                                            | 41.14 مليار      |
| الناتج المحلي الإجمالي الاسمي للفرد دولار أمريكي          | 13.43 ألف                                               | 2.53 ألف         |
| الناتج المحلي الإجمالي للفرد دولار أمريكي                 |                                                         | 4.91 ألف         |
| مؤشر التنمية البشرية                                      | 0.827                                                   | 0.606            |
| رمز المكالمات الدولي                                      | +54                                                     | +504             |
| رمز الإنترنت                                              | .ar                                                     | .hn              |
| المنطقة الزمنية                                           | 00                                                      | 00               |

## منظمات دولية مشتركة
يشترك البلدان في عضوية مجموعة من المنظمات الدولية، منها:
| علم المنظمة | اسم المنظمة                                                          | تاريخ انضمام الأرجنتين | تاريخ انضمام هندوراس |
| ----------- | -------------------------------------------------------------------- | ---------------------- | -------------------- |
|             | مؤسسة التنمية الدولية                                                | 3 أغسطس 1962           | 23 ديسمبر 1960       |
|             | يونسكو                                                               | 15 سبتمبر 1948         | 16 ديسمبر 1947       |
|             | مؤسسة التمويل الدولية                                                | 13 أكتوبر 1959         | 20 يوليو 1956        |
|             | منظمة حظر الأسلحة الكيميائية                                         | ?                      | ?                    |
|             | الأمم المتحدة                                                        | 24 أكتوبر 1945         | 17 ديسمبر 1945       |
|             | الاتحاد الدولي للاتصالات                                             | 1889                   | 27 أكتوبر 1925       |
|             | بنك أمريكا الوسطى للتكامل الاقتصادي ‏                                 | ?                      | ?                    |
|             | منظمة الشرطة الجنائية الدولية                                        | ?                      | ?                    |
|             | الاتحاد البريدي العالمي                                              | ?                      | ?                    |
|             | البنك الدولي للإنشاء والتعمير                                        | 20 سبتمبر 1956         | 27 ديسمبر 1945       |
|             | المركز الدولي لتسوية المنازعات الاستشارية                            | 18 نوفمبر 1994         | 16 مارس 1989         |
|             | وكالة ضمان الاستثمار متعدد الأطراف                                   | 11 فبراير 1992         | 30 يونيو 1992        |
|             | وكالة حظر الأسلحة النووية في أمريكا اللاتينية ومنطقة البحر الكاريبي ‏ | ?                      | ?                    |
|             | منظمة التجارة العالمية                                               | ?                      | ?                    |
|             | الفريق المعني برصد الأرض                                             | ?                      | ?                    |

## وصلات خارجية
- موقع وزارة الخارجية الأرجنتينية
- موقع وزارة الخارجية الهندوراسية